# Herculessletta
Herculessletta är en platå i Östantarktis. Norge gör anspråk på området.